# Fernando Ruiz
Fernando Ruiz Campos (3 dicembre 1916 – ...) è stato un cestista peruviano.

## Carriera
Con il Perù ha preso parte alle Olimpiadi del 1936.